# Defense News

Defense News est un site web  et journal hebdomadaire américain consacré à la politique, l'économie et la technologie de la défense publié par Sightline Media Group. Fondé en 1986, Defense News s'adresse à un public de décideurs militaires, gouvernementaux et industriels de haut niveau dans le monde entier.
Defense News est publié par Defense News Media Group, une filiale de Army Times Publishing Company, appartenant à la Gannett Company. (plus tard renommé TEGNA), qui l'a vendue en 2016 à la société de capital-investissement Regent, basée à Los Angeles, qui l'a rebaptisée Sightline Media Group,,,.
Defense News et la chaine WUSA 9 du groupe CBS  à Washington D.C. ont créé un programme TV nommé "Cette semaine dans Defense News" présenté par le rédacteur en chef du magazine Vago Muradian, qui fut diffusée pour la première fois le 2 mars 2008. Cette émission présentefe principalement des affaires internationales concernant la défense et l'armée. Il a ensuite été diffusé sur ABC 7 WJLA et sur Armed Forces Network.
En avril 2017, l'émission a été relancée sur WETA-TV sous le nom de Defense News Weekly, avec deux co-animateurs : Jill Aitoro, rédactrice en chef de Defense News ; et Tony Lombardo, rédacteur en chef de Military Times, une autre marque de Sightline. En septembre 2017, Jeff Martin, un ancien journaliste de télévision de l'Alabama, a repris les fonctions d'animateur et de producteur. L'émission a ensuite quitté WETA pour rejoindre AFN et diverses plateformes en ligne.

## Source
- (en) Cet article est partiellement ou en totalité issu de l’article de Wikipédia en anglais intitulé « Defense News » (voir la liste des auteurs).